# كارم بلاي
كارم بلاي (بالإسبانية: Carme Blay)‏ هي منافسة ألعاب القوى إسبانية، ولدت في 31 يوليو 1973 في سانت بيري دي رايبيس في إسبانيا.

## وصلات خارجية
- كارم بلاي على موقع الاتحاد الدولي لألعاب القوى (الإنجليزية)